# Swieticy
Swieticy (ros. Светицы) – wieś (ros. деревня, trb. dieriewnia) w zachodniej Rosji, w osiedlu wiejskim Smietaninskoje rejonu smoleńskiego w obwodzie smoleńskim.

## Geografia
Miejscowość położona jest 3 km od przystanku kolejowego Wielino, 1 km od drogi magistralnej M1 «Białoruś», 8,5 km od centrum administracyjnego osiedla wiejskiego (Smietanino), 35 km od centrum Smoleńska.

## Demografia
W 2010 r. miejscowość liczyła sobie 23 mieszkańców.